# Ni bien ni mal
Ni bien ni mal è un singolo del rapper Bad Bunny, pubblicato il 23 dicembre 2018 come quarto estratto dall'album X100pre.